# Treballs de la Secció de Filosofia i Ciències Socials
Treballs de la Secció de Filosofia i Ciències Socials és una col·lecció d'estudis i recerques portades a terme en l'àmbit de l'esmentada Secció de l'Institut d'Estudis Catalans. Iniciada el 1972, abasta disciplines com comunicació, antropologia, dret, economia, filosofia, geografia, pedagogia, psicologia, sociologia i ciència política.